# Montvert
Montvert település Franciaországban, Cantal megyében. Lakosainak száma 113 fő (2022. január 1.). Montvert Laroquebrou, Rouffiac, Saint-Santin-Cantalès, Siran és Goulles községekkel határos.

## Népesség
A település népességének változása:
| Lakosok száma | 198  | 133  | 130  | 116  | 116  | 119  | 118  | 115  | 114  | 113  |
|               | 1968 | 1982 | 1990 | 2006 | 2013 | 2015 | 2017 | 2019 | 2020 | 2022 |